# Julián Lanzarote
Julián Lanzarote Sastre (Salamanca, 28 de octubre de 1951) es un político español, alcalde de Salamanca entre 1995 y 2011 y senador de 2011 hasta 2015.

## Carrera política
Es licenciado en Derecho por la Universidad de Salamanca y trabajó en la Cámara de Comercio de su ciudad, de la que es letrado jefe en excedencia. Allí conoció y trabó amistad con el empresario Francisco Rodríguez y con Fernando Fernández de Trocóniz Marcos. Entre ambos lo convencieron para formar parte de las listas del PP en las elecciones de 1987 en las que, como concejal, formó parte del gobierno de la ciudad en situación de mayoría relativa. El Partido Popular perdió la alcaldía cuatro años después, tras un acuerdo entre el PSOE y el CDS.
En las elecciones generales celebradas el 6 de junio de 1993, Julián Lanzarote fue elegido como senador por elección directa, jurando su cargo el 29 de junio de 1993. Cesó como senador tras la disolución del Senado al finalizar la V Legislatura, el 9 de enero de 1996. 

### Alcalde de Salamanca
Previamente, en las elecciones municipales de 1995, encabezó la lista del Partido Popular en la ciudad, obteniendo la mayoría absoluta y siendo elegido alcalde de la ciudad el 17 de junio de 1995, cargo que revalidó en los comicios de 1999, 2003 y 2007, siempre por mayoría absoluta.
Durante su mandato, la ciudad de Salamanca fue elegida como Capital Europea de la Cultura en el año 2002 (compartida con Brujas), superando a fuertes contrincantes nacionales, como Valencia, Barcelona o Granada.
Tras esta designación se lograron importantes inversiones para la ciudad como Domus Artium 2002, centro de arte contemporáneo; la rehabilitación integral del casco histórico, iniciada en 1984 y reconocida internacionalmente como una rehabilitación modélica; y la construcción de 22 nuevos hoteles, sector económico en que la ciudad estaba muy retrasada.
Más tarde, en el año 2005, se celebró el 250 aniversario de la construcción de la Plaza Mayor. Durante los meses de abril se organizaron exposiciones, congresos de arquitectura, conciertos de música barroca, etc.
En ese mismo año se cumplían 30 años de la proclamación del rey Juan Carlos I como jefe del Estado, y por ello estaba previsto celebrar en España la XV Cumbre Iberoamericana de Jefes de Estado y de Gobierno. La propuesta presentada por el equipo de gobierno que presidía el entonces alcalde Julián Lanzarote fue aceptada, y Salamanca albergó la XV Cumbre Iberoamericana.
En diciembre de 2011, fue nombrado de nuevo senador, en sustitución del exconcejal Salvador Cruz, que pasó a ocupar un puesto en las Cortes de Castilla y León. Allí ejercerá como secretario segundo en la Comisión de Interior y Vocal en las Comisiones de Interior, de Presupuestos, de Vivienda y en la Comisión Mixta para el Estudio del Problema de las Drogas.
Ha sido secretario provincial del PP del Salamanca desde 1991 a 1993 y presidente del Partido Popular de Salamanca desde 1993 hasta 2008. Fue nombrado Presidente de Honor del Partido Popular de Salamanca en 2008. Es miembro del Comité Ejecutivo del Partido Popular de Salamanca y miembro de las juntas directiva regional y nacional.
El 14 de octubre de 2011, el presidente provincial del Partido Popular de Salamanca, Javier Iglesias, anunció que Julián Lanzarote encabezará las listas al Senado por la ciudad de Salamanca junto con Isabel Jiménez, expresidenta de la Diputación de Salamanca.
De perfil duro y poco negociador, estuvo en sus últimos años de alcaldía envuelto en decisiones polémicas y relacionadas con el ladrillo. Entre estas el derribo del Gran Hotel,el derribo del Teatro Bretón. Dejó en abandono los restos del Seminario de Carvajal. El programa Caiga quien Caiga intentó entrevistarlo son éxito. Por otro lado también fue polémica su gestión tributaria y la subida de los precios de los transportes.